# 3825 Nürnberg
3825 Nürnberg là một tiểu hành tinh vành đai chính với chu kỳ quỹ đạo là 1225.7586646 ngày (3.36 năm).
Nó được phát hiện ngày 30 tháng 10 năm 1967.